# Federico Comini
Federico Comini (Siena, 7 giugno 1803 – Siena, 1884) è stato un politico e avvocato italiano.

## Biografia
Nato a Siena nel 1803, possidente, esercitò la professione di avvocato, ricoprendo gli incarichi di auditore legale presso il Tribunale di Siena e quello di Arezzo. In qualità di soprintendente scolastico, fu promotore dell'apertura della scuola elementare maschile a Siena nel 1863.
Attivo politicamente nella sua città, vicino alle idee liberali, fu più volte eletto consigliere comunale a partire dal 1860, rimanendo infine in consiglio ininterrottamente dal 1º luglio 1865 al 31 agosto 1874. Dal 1871 al 1872 fu sindaco di Siena, in sostituzione di Luciano Banchi, e rivestì la carica finché non venne costretto alle dimissioni, in polemica anche con la stampa locale, che lo riteneva inadatto al ruolo. Fu inoltre per due mandati assessore agli affari legali e nel 1873 pubblicò un Rapporto alla giunta municipale sugli acquedotti o bottini che conducono le acque in Siena. Morì nel 1884.
Era sposato con Berenice Grassellini, figlia di Baldassarre, esponente di un'abbiente famiglia con vari incarichi nell'ambito della contrada della Tartuca. Presso la collezione d'arte della contrada, inoltre, è conservato un ritratto di Federico Comini di gusto purista, opera del pittore Scipione Cresti, databile agli anni settanta del secolo.